# Eesti Kirjanduse Selts

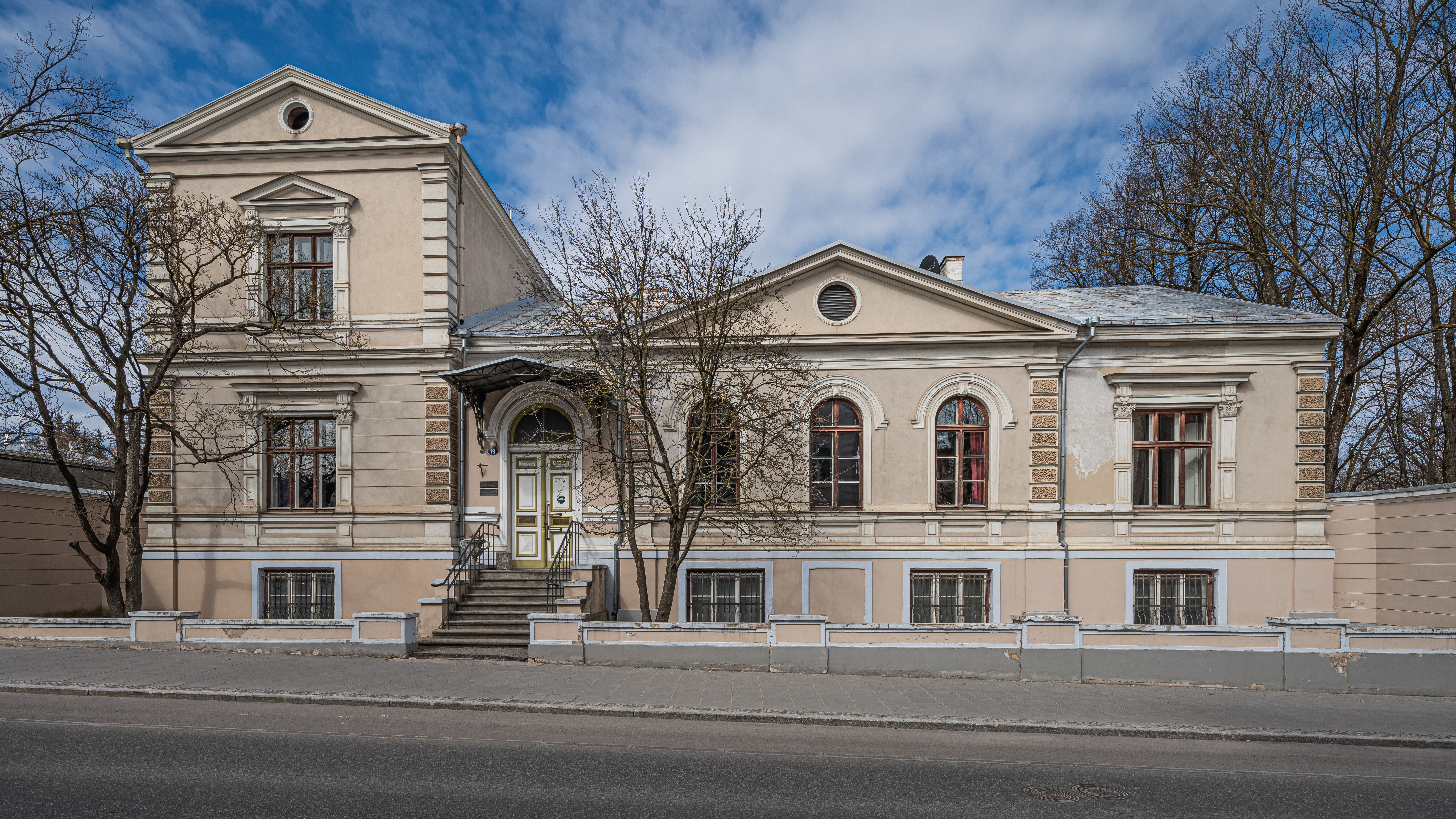
Gebäude der Estnischen Literaturgesellschaft in Tartu

Die Eesti Kirjanduse Selts (zu Deutsch Estnische Literaturgesellschaft, estnisch abgekürzt als EKS) ist eine Gesellschaft zur Förderung der estnischen Literatur und Kultur, die insbesondere in der Zeit vor der estnischen Eigenstaatlichkeit bedeutsam war.

## Geschichte
Die Estnische Literaturgesellschaft kann als Fortsetzung der Estnischen Literärischen Gesellschaft angesehen werden, die 1893 nach internen Streitigkeiten und zunehmendem Druck der Russifizierungspolitik aufgelöst worden war. Nach der Revolution von 1905 und der Verabschiedung des Oktobermanifests war der Weg frei für die erneute Gründung einer literarischen und kulturellen Gesellschaft in Estland. Sie erfolgte im August 1907 in den Räumen des Vanemuine-Theaters in Tartu. Die Kontinuität und Verbindung zur früheren Gesellschaft wird durch Villem Reiman (1861–1917) symbolisiert, der sowohl der Auflösungsversammlung von 1894 wie der Gründungsversammlung von 1907 vorsaß.
Ziel des Vereins war die „Bildung des estnischen Volkes und die Entwicklung von Kultur und Wissenschaft“, wie es in der Satzung formuliert war. Dazu wurden verschiedene Kommissionen ins Leben gerufen, beispielsweise für Geschichte, für Sprachpflege, für Schulliteratur, für die Herausgabe einer Zeitschrift usw. Zu den Hauptaktivitäten gehörte dementsprechend die Durchführung von Literaturwettbewerben, die Edition der Zeitschrift Eesti Kirjandus ab 1908 sowie die Herausgabe von Büchern.
Nach der Erlangung der Eigenstaatlichkeit (1918) und der Gründung des Estnischen Schriftstellerverbands (1922) änderte sich die Situation grundsätzlich. Die Gesellschaft konnte sich nun durch eine staatliche Sonderabgabe auf Alkohol (einem Vorläufer des Estnischen Kulturkapitals) ein eigenes Haus kaufen, und der Schwerpunkt der Gesellschaft verlagerte sich auf die Verlagstätigkeit. Insgesamt sind im Zeitraum 1907 bis 1940 im Verlag der Gesellschaft 891 Titel erschienen.
Nach der Sowjetisierung Estlands von 1940 und der zweiten Besetzung des Landes im Zweiten Weltkrieg wurde die Gesellschaft wie viele andere von den sowjetischen Behörden aufgelöst. Ein Teil des Archivs ging im Krieg verloren, ein anderer konnten im Estnischen Literaturmuseum bewahrt werden.

## Neugründung
Nach der Wiederherstellung der Unabhängigkeit (1991) wurde bald der Ruf nach einer Neugründung bzw. Wiederbelebung der Gesellschaft wach. Diese erfolgte im Dezember 1992 unter Federführung des damaligen Direktors des Estnischen Literaturmuseums, Peeter Olesk, und des Chefredakteurs der Zeitschrift Akadeemia, Ain Kaalep. Erster Präsident der wiedergegründeten Gesellschaft wurde der Mediziner Kaljo Villako, der Mitglied des Herausgeberskollegiums von Akadeemia war. Heute gibt die Gesellschaft neben der wiederaufgenommenen Verlagstätigkeit ein Jahrbuch heraus und beteiligt sich in vielfältiger Form an der Gestaltung des literarischen Lebens in Estland.

## Vorsitzende
- Villem Reiman 1907–1914
- Johan Kõpp 1914–1921
- Jaan Jõgever 1922–1924
- Anton Jürgenstein 1924–1929
- Friedebert Tuglas 1929–1940
- Hans Kruus 1940

- Kaljo Villako 1992–1995
- Peeter Olesk 1995–1998
- Peeter Tulviste 1998–2003
- Toomas Liivamägi 2003–

## Trivia
In der Sowjetzeit war das konfiszierte Gebäude der Gesellschaft Hauptsitz des KGB in Tartu. Als die Gesellschaft gemeinsam mit dem Schriftstellerverband 1992 das Haus zurückerhielt, wurde daher der Geist des KGB rituell mit Wacholderrauch ausgetrieben.